# Ульяновка (Ивановский район)
Ульяновка (укр. Улянівка) — село, относится к Ивановскому району Одесской области Украины.
Население по переписи 2001 года составляло 145 человек. Почтовый индекс — 67242. Телефонный код — 4854. Занимает площадь 0,54 км². Код КОАТУУ — 5121855401.

## Местный совет
67240, Одесская обл., Ивановский р-н, пгт Петровка, ул. К. Маркса, 28а